# Copa Norte 1999
La Copa Norte 1999 è stata la 3ª edizione della Copa Norte.

## Formula
Le squadre dello Stato di Pará si affrontano dapprima in un turno preliminare, consistente in un girone da tre squadre. La vincente di tale girone, è ammessa alla fase a eliminazione in gare di andata e ritorno. Il club vincitore ottiene un posto per gli ottavi di finale di Coppa CONMEBOL 1999.

## Partecipanti
| Stato    | Squadra (Città)            |
| -------- | -------------------------- |
| Acre     | Independência (Rio Branco) |
| Amapá    | Independente-AP (Santana)  |
| Amazonas | São Raimundo-AM (Manaus)   |
| Maranhão | Sampaio Corrêa (São Luís)  |
| Pará     | Paysandu (Belém)           |
| Pará     | Remo (Belém)               |
| Pará     | Tuna Luso (Belém)          |
| Piauí    | Flamengo-PI (Teresina)     |
| Rondônia | Cruzeiro-RO (Porto Velho)  |
| Roraima  | Baré (Boa Vista)           |

## Risultati

### Turno preliminare
|  | Pos. | Squadra   | Pt | G | V | N | P | GF | GS | DR |
|  | ---- | --------- | -- | - | - | - | - | -- | -- | -- |
|  | 1.   | Paysandu  | 3  | 2 | 1 | 0 | 1 | 3  | 3  | 0  |
|  | 2.   | Remo      | 3  | 2 | 1 | 0 | 1 | 3  | 2  | +1 |
|  | 3.   | Tuna Luso | 3  | 2 | 1 | 0 | 1 | 2  | 3  | -1 |

Legenda:
      Ammessa ai quarti di finale.
Note:
Tre punti a vittoria, uno a pareggio, zero a sconfitta.

### Quarti di finale
| Squadra 1       | Totale | Squadra 2      | Andata | Ritorno         |
| --------------- | ------ | -------------- | ------ | --------------- |
| Independente-AP | 3 – 6  | Flamengo-PI    | 3 – 2  | 0 – 4           |
| Paysandu        | 1 – 3  | Sampaio Corrêa | 0 – 2  | 1 – 1           |
| São Raimundo-AM | 1 – 1  | Baré           | 0 – 0  | 1 – 1 (5-4 dtr) |
| Independência   | 3 – 5  | Cruzeiro-RO    | 1 – 3  | 2 – 2           |

### Semifinali
| Squadra 1       | Totale | Squadra 2      | Andata | Ritorno |
| --------------- | ------ | -------------- | ------ | ------- |
| Flamengo-PI     | 2 – 8  | Sampaio Corrêa | 2 – 4  | 0 – 4   |
| São Raimundo-AM | 10 – 1 | Cruzeiro-RO    | 8 – 0  | 2 – 1   |

### Finale
| Squadra 1      | Totale | Squadra 2       | Andata | Ritorno         |
| -------------- | ------ | --------------- | ------ | --------------- |
| Sampaio Corrêa | 2 – 2  | São Raimundo-AM | 0 – 1  | 2 – 1 (1-3 dtr) |